# Intercell
Intercell est une entreprise autrichienne ayant fait partie de l'indice ATX. En mai 2013, elle a fusionné avec l'entreprise française Vivalis SA pour former Valneva SE,.